# IJzer(II)perchloraat
IJzer(II)perchloraat is een zout van ijzer en perchloorzuur. Het vormt groene kristallen.

## Toepassingen
{\displaystyle {\ce {Fe(ClO4)2}}} wordt toegepast tijdens de productie van batterijen en in de pyrotechniek.